# OS X Yosemite
OS X Yosemite es la undécima versión de OS X, el sistema operativo de Apple para los ordenadores Macintosh.
OS X Yosemite se anunció y presentó a los desarrolladores el 2 de junio de 2014 en el WWDC 2014 y su versión de prueba salió el 24 de julio de 2014. La versión para los consumidores fue lanzada finalmente el 16 de octubre de 2014.

## Características

### Diseño
Yosemite presentó una gran modificación de la interfaz del sistema operativo, el cual fue diseñado inspirándose en la apariencia de iOS 7 pero manteniendo la metáfora de escritorio de OS X. La interfaz incorpora un diseño más plano con borrosos efectos translúcidos.
Se han incluido más cambios notables en el diseño como nuevos iconos, combinaciones de colores claros y oscuros, y el reemplazo de la fuente predeterminada del sistema de Lucida Grande a Helvetica Neue. El dock es ahora un rectángulo translúcido en 2D en lugar de un estante de cristal, reminiscencia del diseño usado en anteriores versiones de OS X hasta Tiger.

### Continuidad
Muchas de las nuevas funciones de Yosemite se centran en el tema de la continuidad, incrementando su integración con otros servicios y plataformas de Apple como iOS e iCloud. La función de traspaso permite al sistema operativo ingresarse con dispositivos con iOS 8 a través de Bluetooth LE y Wi-Fi. Los usuarios pueden colocar y contestar llamadas telefónicas desde un iPhone usando su Mac como altavoz, enviar y recibir mensajes de texto, compartir la conexión a internet, o pasar cosas del móvil al escritorio.

### Centro de notificaciones
El centro de notificaciones incluye el nuevo modo de vista “Hoy”, similar a iOS, que permite mostrar información y actualizaciones de distintas fuentes, así como componentes (widgets) similares a los de iOS 8.

### Otros
Spotlight es una de las partes que más destaca del sistema operativo. Ahora muestra el cuadro de búsqueda en el centro de la pantalla y puede incluir resultados de fuentes en línea, incluyendo Bing, Maps y Wikipedia. Las aplicaciones como Safari y Mail han sido actualizadas.
El botón verde de “zoom” en las ventanas tiene ahora una función diferente. En lugar de simplemente aumentar el tamaño de la ventana, el botón ahora inicia el modo de pantalla completa, eliminando el botón de maximizar, en la esquina superior, que ha estado presente desde Mac OS X Lion. Sin embargo, al presionar la tecla Opción (⌥) mientras se presiona el botón de zum  se invoca al comportamiento original.: 123–124 

## Versión de prueba
Apple comenzó un nuevo programa para versiones de prueba de OS X, algo que no se había visto en sus sistemas operativos desde la versión de prueba de Mac OS X en los años 2000. Yosemite es parte del Programa de Pruebas de OS X que permitió al primer millón de usuarios descargarse y probar Yosemite de forma gratuita. El programa comenzó a liberar versiones de prueba el 24 de julio de 2014., llegando a liberar hasta seis versiones de prueba.
Apple, como en las versiones anteriores del sistema, ofrece versiones preliminares para los desarrolladores, habitualmente cada dos semanas hasta la versión final del sistema.

## Requisitos del sistema
Yosemite soporta todos los Mac capaces de ejecutar OS X Mavericks, pues se requieren 2 GB de RAM, 8 GB de espacio disponibles y OS X 10.6.8 o posterior. Sin embargo, se recomienda disponer de Bluetooth 4.0.
| Producto    | Modelos                                                            |
| ----------- | ------------------------------------------------------------------ |
| iMac        | (mediados de 2007 o más reciente)                                  |
| MacBook     | (finales de 2008 de aluminio, o principios de 2009 o más reciente) |
| MacBook Pro | (mediados / finales de 2007 o más reciente)                        |
| MacBook Air | (finales de 2008 o más reciente)                                   |
| Mac mini    | (principios de 2009 o más reciente)                                |
| Mac Pro     | (principios de 2008 o más reciente)                                |
| Xserve      | (principios de 2009)                                               |